# Mikołaj Maciejowski
Mikołaj Maciejowski herbu Ciołek (zm. 1574) – starosta spiski, wojewoda lubelski, rotmistrz jazdy obrony potocznej w latach 1564–1572.

## Życiorys
Pochodził z polskiej rodziny szlacheckiej Maciejowskich herbu Ciołek, wywodzącej się z Maciejowic w ziemi stężyckiej w województwie sandomierskim. Był synem Kaspra (zm. 1536), rycerza jerozolimskiego i stolnika sandomierskiego, i Anny z Leżeńskich – córki Abrahama i Anny z Szydłowieckich. Siostrzeniec Jana Leżeńskiego, brat stryjeczny Samuela i Stanisława Maciejowskich.
Związany z dworem Zygmunta II Augusta, podobnie jak ojciec był dworzaninem królewskim. W 1564 został starostą spiskim, a w 1572 mianowano go wojewodą lubelskim.
Był uczestnikiem zjazdu w Knyszynie 31 sierpnia 1572 roku.
Maciejowski posiadał znaczny majątek, był właścicielem dziedzicznych dóbr Borowe, Godzisz, Kaleń, Kochów, Oblin, Oronne, Polik w stężyckim. W 1545 odkupił od stryjecznych braci Stanisława i Samuela majątki ziemskie Bielawy i Mironice. Posiadał także dwór w Krakowie, który sprzedał Tarnowskim.
Poślubił Jadwigę z Szymanowa Szymanowską. Z tego związku dzieci:
- Jan – starosta spiski, podkomorzy sandomierski, kasztelan czchowski, kasztelan zawichoski.
- Elżbieta – żona Jana Radziejowskiego
- Urszula – żona Andrzeja Ciołka Dobrzynieckiego, 2-mąż Mikołaj Dunin Brzeziński.
- Jadwiga – żona wojewody rawskiego Wojciecha Wilkanowskiego.

Podpisał konfederację warszawską 1573 roku.
Podpisał dyplom elekcji Henryka III Walezego.
Mikołaj Maciejowski zmarł w marcu 1574.